# MTS-360
MTS-360 – prototypowy gąsienicowy ciągnik artyleryjski zbudowany przez Bumar Łabędy na zamówienie Wojska Polskiego pod koniec lat osiemdziesiątych.

## Historia
Pod koniec lat siedemdziesiątych Bumar Łabędy wyprodukował prototypową serię ciągników gąsienicowych dla polskiej artylerii o oznaczeniu MTS. Trafiły one na testy do armii, jednakże nie zostały skierowane do masowej produkcji, mimo pozytywnych ocen. MTS był zwrotniejszy i zużywał mniej paliwa od sowieckich konstrukcji przy takich samych lub wyższych możliwościach uciągu. Jednak z uwagi na sytuację geopolityczną, oraz wypieranie armat holowanych przez nowocześniejsze armatohaubice Dana i Goździk, zaprzestano prac nad pojazdem.

## Dane techniczne
Podczas gdy podobne radzieckie wozy tego typu ważyły około 26–27 ton, opracowany przez Bumar gąsienicowy ciągnik, wyposażony w silnik W46-2S1 z T-72, ważył około 22 ton. Masę zredukowano dzięki zastosowaniu stopów żelaza i aluminium. MTS był więc zwrotniejszy i zużywał mniej paliwa niż konstrukcje radzieckie.
- długość 7,86 m
- szerokość 3,25 m
- wysokość 2,048 m
- masa własna 22 t
- ładowność 10 t
- prześwit 0,450 m
- masa pojazdu holowanego 15 t
- prędkość 60 km/h bez ładunku